# Court Pendu Plat
Court Pendu Plat es una variedad cultivar de manzano (Malus domestica).
'Court Pendu Plat' es un cultivar francés extremadamente antiguo de manzana domesticada que se registró por primera vez en 1613. El cultivar definitivamente data de antes del siglo XVII y probablemente fue cultivado por los romanos. Es conocido por su intenso sabor que se suaviza con el almacenamiento.

## Sinónimos
El nombre de la manzana se deriva del cuerpo pendu en francés, que se refiere al tallo corto de la fruta. Esto también coincide con su nombre alemán "Kurzstiel" o cómo se llama en Deutsche Pomologie "Koeniglicher Kurzstiel", que significa el tallo corto real.
El nombre 'Court Pendu Plat' traducido literalmente significa "corto suspendido, plano", que describe con precisión la manzana, ya que cuelga firmemente contra la rama y es muy rechoncha. El nombre alternativo "Wise Apple" ("Manzana sabia"), se refiere a su floración tardía que "sabiamente" evita las heladas de fines de la primavera.

## Historia

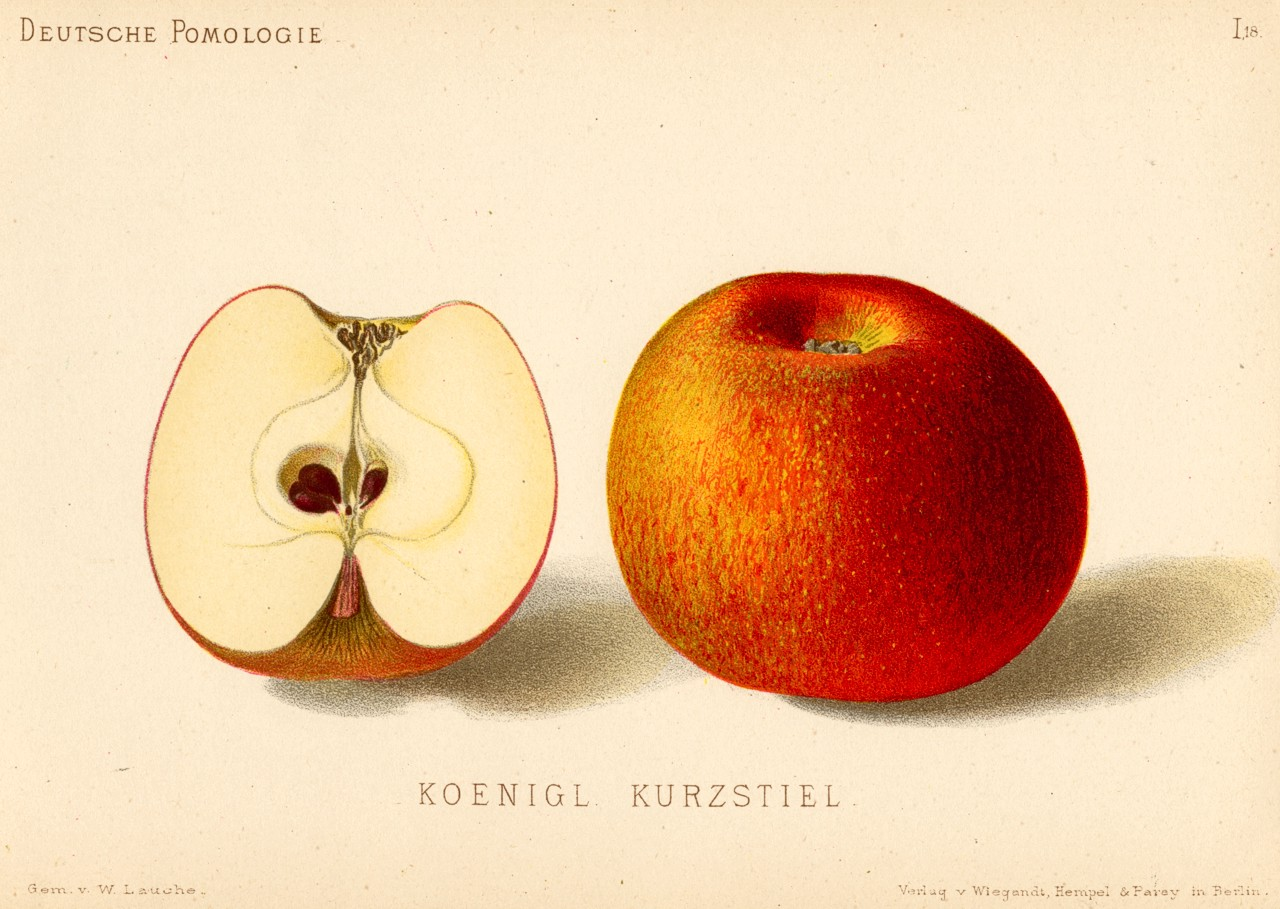
Ilustración de la variedad de manzana 'Court Pendu Plat'.

'Court Pendu Plat' si bien se cree que esta manzana existió durante los días del Imperio Romano, se documentó a principios de 1400 en la región de Normandía (Francia), donde se cultivó ampliamente durante el siglo XVII, en parte porque se dice que tiene propiedades medicinales. 'Court Pendu Plat' es posiblemente un precursor de la variedad 'Cox's Orange Pippin'.
Descrita como una de las mejores manzanas de postre e incluida en una lista de las 10 manzanas de postre favoritas en la Inglaterra Victoriana.

## Características
'Court Pendu Plat' es una variedad de manzana que presenta un fruto de talla mediana; forma rechoncha, casi aplanada: color de fondo verde claro enrojecido con rojo y naranja, sobre color de rayas cortas e interrumpidas, con manchas de color rojizo leonado; cáliz es de tamaño mediano, abierto y colocado en una cuenca poco profunda; pedúnculo es muy corto, algo robusto y colocado en una cavidad profunda.
La carne amarillenta está a mitad entre crujiente y suave; escasa de jugosidad; sabor es dulce, intensamente afrutado, y se vuelve más dulce a medida que madura durante el almacenamiento, tiene un marcado sabor anisado; con un contenido moderadamente alto en vitamina C (7,70 mg / 100 g).
Se usa como manzana de mesa en fresco. Una vez recogida la cosecha se mantiene hasta cinco meses.
Su zonas de cultivo se encuentra entre USDA Hardiness Zones mínimo 4- máximo 9.

## Progenie
'Court Pendu Plat' es el Parental-Madre de la variedades cultivares de manzana:
- Laxton's Rearguard

'Court Pendu Plat' es el Parental-Padre de la variedades cultivares de manzana:
- Old Fred
- Laxton's Royalty
- Oxford Conquest

## Ploidismo
Diploide autofértil pero produce mejor en la proximidad de una fuente adecuada de polen. Grupo de polinización G día 26.

## Susceptibilidades
- Oidio no presenta
- Sarna del manzano no presenta